# Krautov strojniški priročnik
Krautov strojniški priročnik je ena naših najpomembnejših izvirnih strokovnih knjig. Prva izdaja se je imenovala Žepni strojniški priročnik (Založba Litostroj 1954) in je obsegala blizu 290 strani. Še prej je sicer izšel Kovinarski priročnik (Družba svetega Mohorja 1949), ki pa ni doživel nobene nove izdaje. Strojniški priročnik, kot se je potem imenoval v slovenski, oz. Strojarski priručnik v hrvaški različici, pa je medtem doživel tudi 12 srbohrvaških, s petimi ponatisi, in leta 1997 eno hrvaško izdajo. V prvih 47 letih je bilo prodanih skoraj 300.000, od tega v slovenščini 120.000 izvodov. Konec leta 2001 je izšla 13. slovenska izdaja, ki se od avtorjevi smrti (1991) naprej imenuje Krautov strojniški priročnik, obsegala pa je blizu 820 drobno potiskanih strani žepnega formata; uredila sta jo dr. Jože Puhar in mag. Jože Stropnik. Leta 2003 je izšla 14. izdaja, tako da je bilo v slovenščini skupaj s ponatisi do leta 2007 izdanih 132.500 izvodov.
Strokovno delo strojnikov vseh izobrazbenih stopenj je tesno povezano z neštetimi, zlasti številskimi podatki. Tuji priročniki, ki so bili na Slovenskem na voljo pred letom 1954, so bili zaradi neslovenskega jezika, cene, tujih tehničnih predpisov in standardov ter načina, na katerega so podajali snov, za uporabo seveda manj primerni.
Avtor Bojan Kraut je posebno pozornost posvetil slovenskemu tehniškemu izrazoslovju, razvoju teorije in uporabe merskih enot in novostim na tem področju, ki se tičejo tudi strojništva. V knjigi so bile prvič v strokovni literaturi nasploh objavljene več ali manj popolne strojniške toplotne tabele, ki vsebujejo vse vrednosti, preračunane tudi v nove enote.
Zaradi vse večjih potreb po novih vsebinah in številskih podatkih se je obseg priročnika (od prvotnih 287 strani) do 13. izdaje povečal za skoraj trikrat. Posamezna poglavja so pregledali, dopolnili ali povsem na novo napisali strokovnjaki, celotna vsebina pa je bila računalniško postavljena na novo. Zasnova je ostala zvesta tradiciji, med vsebinskimi dopolnitvami pa je treba omeniti zlasti poglavji o matematiki in o snoveh, ki sta doživeli najtemeljitejšo predelavo, in slovenske standarde SIST, ki so zamenjali nekdanje jugoslovanske (JUS).
Krautov strojniški priročnik je izvirna slovenska strokovna knjiga z najdaljšo tradicijo oz. kontinuiteto ponatisov ter novih, razširjenih in izboljšanih izdaj. Tudi če tehniške stroke in njihove priročnike primerjamo v merilu celotne nekdanje Jugoslavije, je po njegovi zaslugi na prvem mestu slovensko strojništvo.

## Vir
- Krautov strojniški priročnik (Littera picta, 2006) (COBISS)